# Nete (rzeka)
Nete (fr. Nèthe) – rzeka płynąca w Belgii w dorzeczu Skaldy. Ma swoje źródło w Lier, gdzie wpadają Grote Nete i Kleine Nete. Przepływa przez Duffel i wpadając w Rumst do Rupel, łączy się z Dijle.

## Grote Nete
Grote Nete jest dopływem rzeki Nete w dorzeczu Skaldy. Ma długość 44 km i nie jest żeglowna.
Wypływa ze źródła w pobliżu Hechtel-Eksel. W Lier łączy się z Kleine Nete i tworzy Nete, zwaną również Dolną Nete (niderl. Beneden Nete) lub Wielką Nete (niderl. Grote Nete).
Jej główne dopływy to Wimp i Grote Laak.

## Kleine Nete
Kleine Nete jest dopływem Nete w dorzeczu Skaldy. Źródło rzeki tworzy kilka strumieni zasilanych opadami deszczu, położonych między Arendonk, Retie i Mol-Postel w De Kempen. W Lier łączy się z Grote Nete i tworzy Nete, zwaną również jako Beneden Nete.
Jej główne dopływy to Molenbeek, Aa i Wamp.
Kleine Nete przepływa przez następujące gminy: Retie, Kasterlee, Geel, Olen, Herentals, Herenthout, Vorselaar, Grobbendonk, Zandhoven i Nijlen.